# NGC 1959
NGC 1959 في الفهرس العام الجديد، هو عنقود نجمي، يقع في كوكبة الجبل. اكتشف في 1834 . بواسطة جون هيرشل .

## روابط خارجية
- NGC 1959 على موقع ويكي سكاي: DSS2, SDSS, GALEX, IRAS, Hydrogen α, X-Ray, Astrophoto, Sky Map, Articles and images